# Molí Xic (Capellades)
El Molí Xic és una obra de Capellades (Anoia) protegida com a Bé Cultural d'Interès Local.

## Descripció
Molí paperer situat a la costa de Capellades al nord-oest del terme, tocant a l'antic camí que unia aquesta població amb el barri de la Torre Baixa.
Segueix la tipologia pròpia dels molins paperers d'aquesta zona. L'edifici és de planta rectangular, amb un cos trapezoïdal adossat, unificat amb l'anterior. Com altres molins paperers de dimensions modestes, es cobreix amb coberta de teula àrab a dues vessants acabades amb cornisa recolzada en permòdols situats en els plens de la façana, i amb el carener paral·lel a la façana principal. Els materials de construcció són també els habituals: pedra tallada que forma la base, els caires i les voltes de la planta inferior, i paredat de tàpia arrebossada en els murs, pintats de color blanc; destaquen les cantonades amb carreus de pedra. A la façana, a migdia, hi ha adossat un cos de planta baixa, cobert amb teula àrab a una vessant amb una àmplia portalada tancada amb porta metàl·lica corredissa.
La distribució interna manté els tres nivells originals: el de producció, el d'habitatge i el d'assecatge, però amb canvis en la seva funció, de cara a les necessitats productives actuals. Els antics miradors o estenedors ocupen la totalitat de les tres plantes superiors i, com que actualment no s'utilitzen, mantenen la seva antiga fisonomia (amplis espais sense divisions internes i sota coberta característica). Les plantes altes de la façana est, al carrer, està composta amb tres i nou eixos amb obertures de proporció vertical, tancades amb porticons de fusta. La façana del costat de migdia està composta amb quatre eixos.
Al costat nord-est s'hi adossa una gran nau, de construcció més moderna, de planta baixa i planta pis d'obra vista, amb disset finestres rectangulars a cada planta tancades amb vidre gelosia. A continuació d'aquesta hi ha una altra nau, també de planta baixa i planta pis, amb la planta baixa cegada i amb obertures de gelosia a la planta superior.